# Edward Palmer
Edward Palmer (Wilton, Norfolk; 12 de enero de 1831-Washington, 10 de abril de 1911) fue un médico, y botánico estadounidense de origen inglés.
Se instala en EE. UU. en 1849, siendo cirujano en el ejército estadounidense, de 1862 a 1867, en varios lugares de Colorado, Kansas, Arizona.
De 1862 a 1910, recolecta flora de Arizona, California y de México.
Publica en 1885 List of Plants collected in S.W. Chihuahbua....

## Honores

### Epónimos
Asa Gray (1810-1888) le dedica en su honor, en 1876 el género botánico Palmerella de la familia de las Campanulaceae.